# 7189 Kuniko
A 7189 Kuniko (ideiglenes jelöléssel 1992 SX12) a Naprendszer kisbolygóövében található aszteroida. Endate Kin,  Vatanabe Kazuró fedezte fel 1992. szeptember 28-án.